# سنت-کاترین، کبک
سنت-کاترین (به فرانسوی: Sainte-Catherine) شهرکی در منطقه شهری روسیون ناحیه مونترژی در استان کبک کانادا است. در سرشماری سال ۲۰۱۱ این شهرک ۱۶٬۷۷۰ نفر جمعیت داشته‌است و مساحت آن ۹٫۰۶ کیلومتر مربع است.